# حمض الهبتاكوسيليك
حمض الهبتاكوسيليك (أو حسب التسمية النظامية حمض الهبتاكوسانويك) هو حمض كربوكسيلي له الصيغة الكيميائية C27H54O2، والتي يمكن كتابتها على الشكل CH3(CH2)25COOH. ويكون على شكل صلب أبيض اللون. ينتمي حمض الهبتاكوسيليك إلى الأحماض الدهنية المشبعة.

## الوفرة الطبيعية

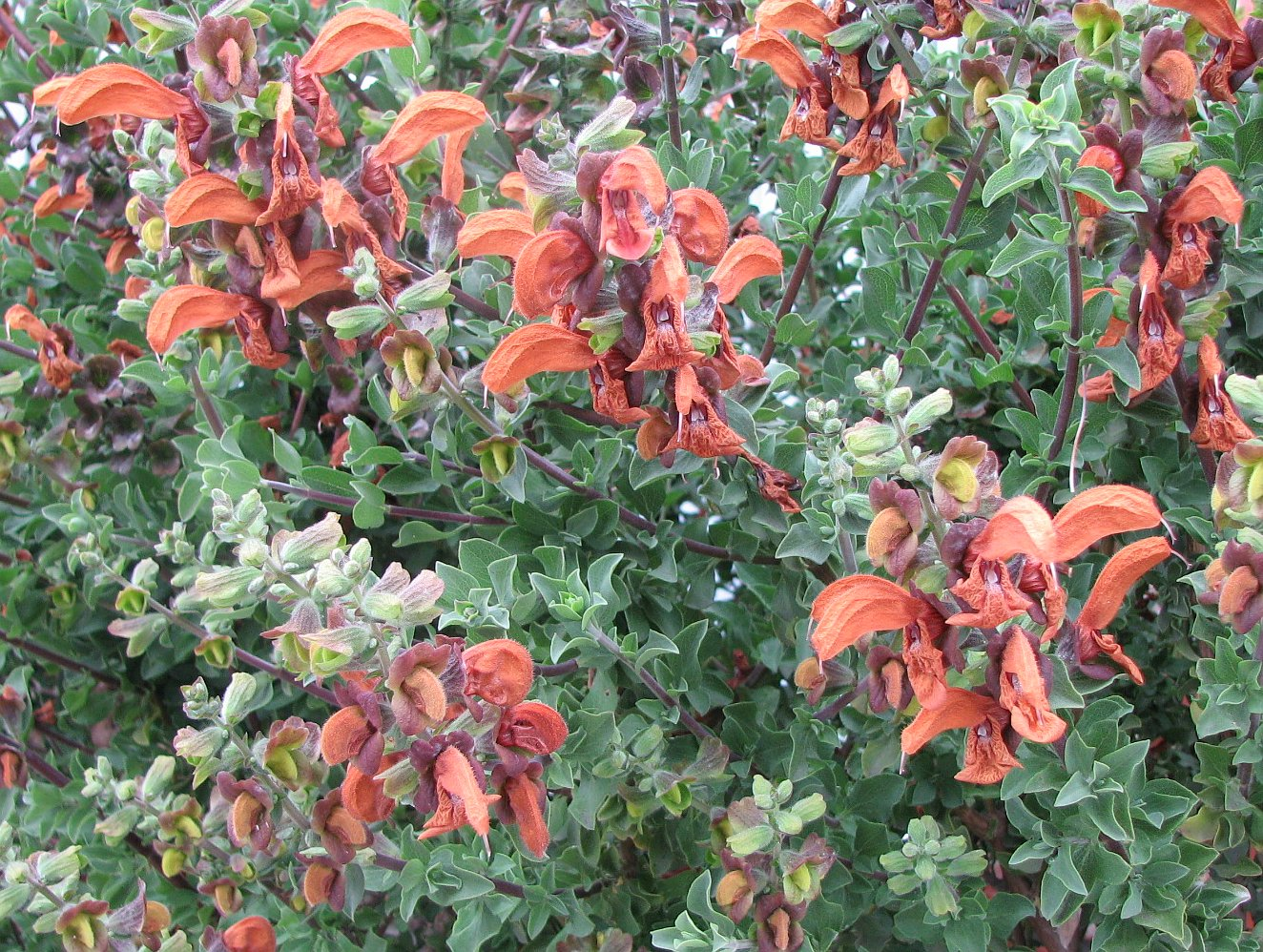
تحوي بعض أنواع المريمية على آثار من حمض الهبتاكوسيليك

يوجد حمض الهبتاكوسيليك على شكل إستر في بعض المنتجات الطبيعية الشمعية مثل شمع مونتان والشمع الصيني وغيرها.
كما عثر على آثار من المركب في الزيوت العطرية لبعض النباتات مثل المريمية والردندرة.

## الخواص
يوجد المركب في الشروط القياسية على هيئة مادة صلبة، ذات لون أبيض وهي غير منحلة عملياً في الماء، لكنها تذوب على الساخن في المذيبات العضوية.

## اقرأ أيضاً
- حمض دهني